# Institut européen des substances végétales
Fondé en 2007, l’Institut européen des substances végétales (IESV) est une association loi de 1901 « [œuvrant] auprès des professionnels de santé de l'espace francophone, afin de renforcer et améliorer les bonnes pratiques en phytothérapie clinique individualisée par le biais de l'actualisation des connaissances scientifiques, du partage de l'expérience clinique et de l'interactivité. »,